# Departamentul Ogooue et des Lacs
Departamentul Ogooue et des Lacs este un departament din provincia Moyen-Ogooué  din Gabon. Reședința sa este orașul Lambaréné.